# Е (Вогези)
Е (фр. Haye) насеље је и општина у североисточној Француској у региону Лорена, у департману Вогези која припада префектури Епинал.
По подацима из 2011. године у општини је живело 141 становника, а густина насељености је износила 19,21 становника/km². Општина се простире на површини од 7,34 km². Налази се на средњој надморској висини од 350 метара (максималној 461 m, а минималној 349 m).

## Демографија
| 1962. | 1968. | 1975. | 1982. | 1990. | 1999. | 2011. |
| ----- | ----- | ----- | ----- | ----- | ----- | ----- |
| 156   | 188   | 154   | 124   | 117   | 118   | 141   |

График промене броја становника у току последњих година